# Paolo Veneziano
Paolo Veneziano ali i Veneziano Paolo ili Paolo da Venezia (prije 1333. – nakon 1358.), bio je plodan srednjovjekovni venecijanski gotički slikar.
Paolo Veneziano je rođen u slikarskoj obitelji, tu tradiciju je nastavio u svojoj botegi, u kojoj su radili i njegovi sinovi; Marco, Luca i Giovanni. Za vrijeme vladavine venecijanskog dužda Andreja Dandola (1343 - 1354), Paolo je bio službeni dvorski slikar. Po njegovoj narudžbi naslikao je Palu Feriale (ikonu za nošenje pri procesijama) koja je dio velike Pale d'oro u Bazilici sv. Marka.
Prvo djelo koje sa sigurnošću može pripisati Paolu Venezianu je poliptih - Smrt Marijina (Dormitio Virginis) datiran u 1333., danas u Gradskom muzeju u Vicenzi.
On je vješto spajao tradicije bizantinskog slikarstva, koje su se očigledno sviđale njegovim venecijanskim naručiteljima s gotičkim uticajima, a to je bila kombinacija koja ga je učinila "najznačajnijim venecijanskim slikarom 14. stoljeća".

## Djela

### Potpisani radovi
Paolo se potpisivao latinski - Paulus.d. Veneciis.
- Uzačašće Marijino, sv. Franjo Asiški i sv. Ante Padovanski (1333), Gradski muzej Vicenza
- Bogorodica s djetetom na prijestolju s anđelima (1340), Milano, kolekcija A. Crespi
- Bogorodica s djetetom na prijestolju (1347), Cesena, Muzej katedrale

### Radovi koji mu se pripisuju
- Bogorodica s djetetom na prijestolju, New York, Metropolitan Museum of Art, kolekcija Fowles (broj: 1971.115.5)
- Krunidba Djevice Marije (1324.), Washington, Nacionalna umjetnička galerija (broj: 1952.5.87)(K1895)
- Bogorodica s djetetom na prijestolju, Beograd, Narodni Muzej
- Bogorodica s djetetom, danas u Londonu, kolekcija Sitwell
- Bogorodica s djetetom na prijestolju, Kreuzlingen, kolekcija Kisters
- Bogorodica s djetetom na prijestolju, Pasadena, Muzej Norton Simon
- Bogorodica s djetetom na prijestolju i donatori, Venecija, Gallerie dell'Accademia
- Bogorodica s djetetom na prijestolju, Padova, Dijecezanski muzej Padova
- Bogorodica s djetetom na prijestolju (1354.), Pariz, Musée du Louvre
- Polittico della Croce, Bologna, crkva San Giacomo Maggiore
- sedam tabli za poliptih Sveci, Worcester, Worcester Art Museum
- oltarni poliptih Bogorodica s djetetom, Blagovijest, Raspeće, Sveci, Parma, Nacionalna galerija
- Krunidba Djevice Marije, epizode iz života sv. Franje Asiškog, Kristov život, Venecija, Gallerie dell'Accademia (broj: 21)
- Bogorodica s djetetom i svecima, epizoda iz života sv. Martina (1349), Chioggia, crkva sv. Martina
- Bogorodica s djetetom na prijestolju, Crocifissione, Santi, Rim, Nacionalni muzej Palača Venecija
- Bogorodica s djetetom na prijestolju i donatori, Blagovijest, Raspeće s Marijom i Ivanom Evangelistom, Sveci, Piove di Sacco, crkva sv. Martina
- poliptih Santa Lucia, Krk, Biskupski dvor
- Dvije epizode iz života sv. Nikole iz Barija, Firenca, Uffizi, kolekcija Contini-Bonacossi
- table za poliptih sa sv. Agustinom, sv. Petrom, sv. Ivan Krstiteljem, sv. Ivanom Evanđelistom, sv. Pavlom i sv. Jurjem, Venecija, Muzej Correr
- Raspelo, Trogir, samostan benediktinki
- pet oltarnih tabli Život Djevice Marije, Gradski muzej Pesaro - Pinacoteca
- Raspelo, Venecija, crkva San Samuele
- Bogorodica s djetetom na prijestolju, dužd Dandolo i njegova žena, sv. Franjo Asiški i sv. Elizabeta, Venecija, crkva Santa Maria Gloriosa dei Frari.

## Bibliografia
- Rodolfo Pallucchini, Paolo Veneziano e il suo tempo, Fratelli Fabbri Editore, Milano 1966.
- Michelangelo Muraro, Paolo da Venezia, Milano 1969.